# Garrett Stafford
Garrett Stafford (* 28. Januar 1980 in Los Angeles, Kalifornien) ist ein ehemaliger US-amerikanischer Eishockeyspieler, der im Verlauf seiner aktiven Karriere zwischen 1999 und 2015 unter anderem 726 Spiele in der American Hockey League (AHL) auf der Position des Verteidigers bestritten hat. Darüber hinaus absolvierte Stafford weitere sieben Partien für die Detroit Red Wings, Dallas Stars und Phoenix Coyotes in der National Hockey League (NHL).

## Karriere
Garrett Stafford begann seine Karriere 1996 bei den Des Moines Buccaneers in der US-amerikanischen Juniorenliga United States Hockey League (USHL). Er konnte sich bei den Buccaneers einen Stammplatz erobern und steigerte sich jede Saison. Die Spielzeit 1998/99 war die erfolgreichste Saison, die mit dem Gewinn der Playoffs gekrönt wurde. Zudem kam Stafford auf 41 Scorerpunkte in 56 Ligaspielen und gehörte mit 33 Assists zu den zehn besten Vorbereitern der USHL. Er ging daraufhin an die University of New Hampshire und spielte mit der Collegemannschaft in der Division Hockey East. Nach einer soliden ersten Saison entwickelte sich Stafford danach zum besten Verteidiger seiner Mannschaft und setzte vor allem auch in der Offensive Akzente. In den Jahren 2002 und 2003 gewannen sie die Meisterschaft der Hockey East und zogen 2003 zudem bis ins Finale der nationalen College-Meisterschaft der National Collegiate Athletic Association (NCAA) ein.

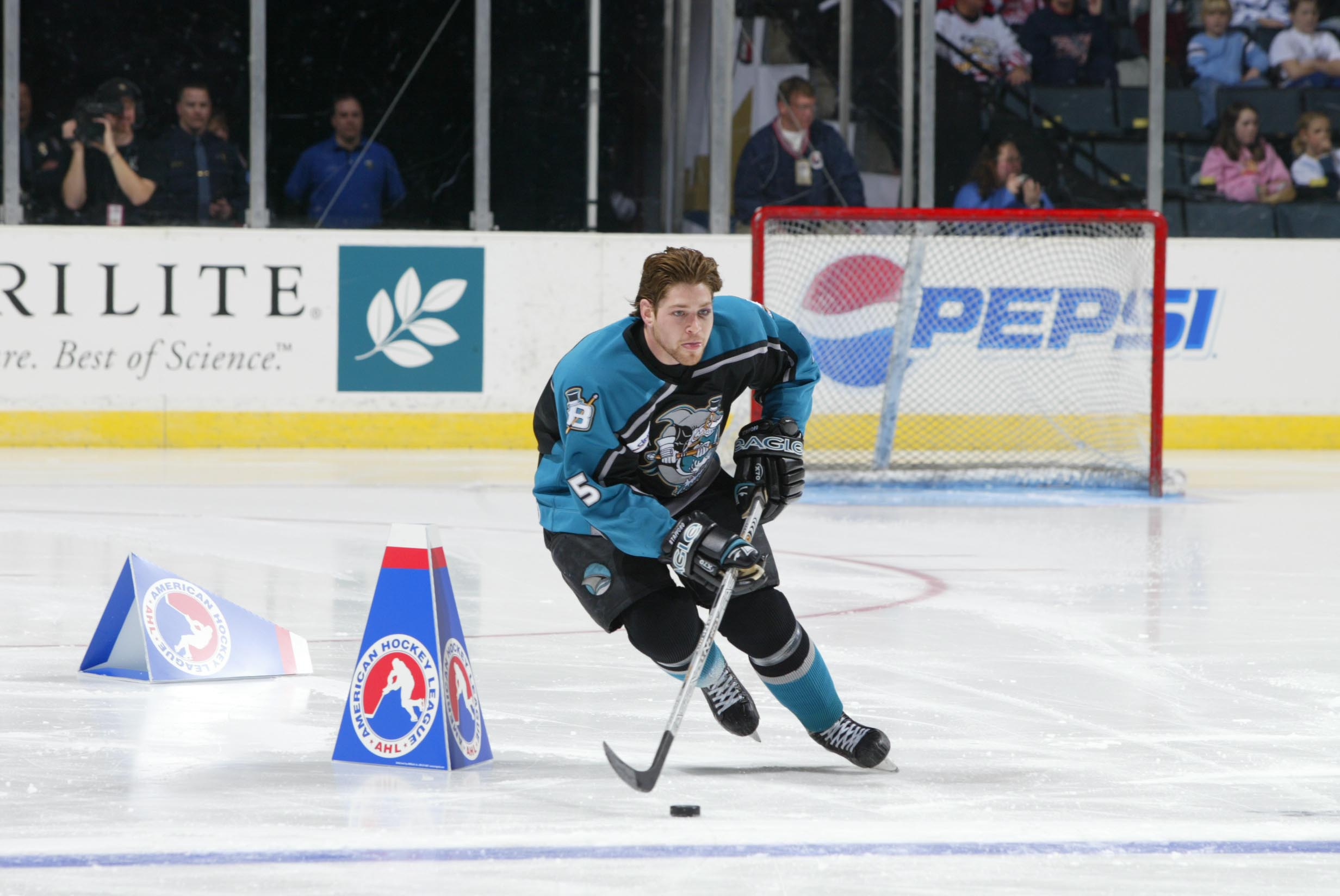
Stafford im Trikot der Cleveland Barons (2004)

Im Herbst 2003 wechselte Stafford in die zweitklassige Profiliga American Hockey League (AHL) zu den Cleveland Barons. Nachdem er mit Cleveland in die Saison gestartet war, nahmen ihn zudem die San Jose Sharks aus der National Hockey League (NHL) unter Vertrag, aber Stafford blieb vorerst bei den Barons, die als Farmteam der Sharks fungierten. Er hatte gleich eine sehr gute Debütsaison mit zwölf Toren und 34 Vorlagen und wurde zum Lohn in das AHL All-Rookie Team und in das AHL Second All-Star Team gewählt. Jedoch endete die Spielzeit für ihn mit einem negativen Vorfall. Im sechsten Playoff-Spiel der ersten Runde zwischen Cleveland und den Hamilton Bulldogs traf er seinen Gegenspieler Alexander Pereschogin mit einem Stockcheck ins Gesicht, woraufhin beide zu Boden gingen. Als Stafford aufstand, schlug er mit dem Schläger gegen die Rückseite von Pereschogins Helm, woraufhin er Stafford mit dem Schläger ins Gesicht schlug. Stafford fiel und blieb bewusstlos und von Krämpfen zuckend auf dem Eis liegen. Pereschogin wurde daraufhin für den Rest der Playoffs sowie für die folgende AHL-Saison 2004/05 gesperrt, während Stafford für seine Tätlichkeit eine Sperre von sechs Spielen erhielt.
Die folgenden zwei Jahre in Cleveland verliefen für die Mannschaft erfolglos und beide Male verpassten sie die Playoffs, woraufhin die Mannschaft umgesiedelt und in Worcester Sharks umbenannt wurde. Das Team präsentierte sich in der Saison 2006/07 deutlich besser und erreichte auch wieder die Playoffs, wo sie jedoch an den Manchester Monarchs scheiterten. Stafford war der beste Verteidiger der Sharks mit elf Toren und 30 Vorlagen, blieb aber nicht länger in der Organisation der San Jose Sharks, sondern unterschrieb im Sommer 2007 einen Vertrag bei den Detroit Red Wings. Für deren Farmteam, den Grand Rapids Griffins, ging er in der AHL in die Saison 2007/08, übernahm zusammen mit Mark Cullen und Ryan Oulahen das Amt des Mannschaftskapitän und gehörte auch in Grand Rapids zu den wichtigen Stützen in der Verteidigung. Nachdem bei den Red Wings im Februar 2008 mehrere Verteidiger verletzungsbedingt ausgefallen waren, wurde Stafford erstmals in den NHL-Kader berufen und gab am 23. Februar sein Debüt. Nach einem zweiten Einsatz für die Red Wings kehrte Stafford wieder zu den Griffins zurück, wo er seine bis dahin zweitbeste AHL-Saison seiner Karriere mit 44 Scorerpunkten in 69 Spielen abschloss.
Im Juli 2008 lief sein Vertrag bei den Red Wings aus und er wurde von den Dallas Stars verpflichtet. Doch auch dort gelang ihm nicht der Sprung in den NHL-Kader, woraufhin er wieder in die AHL geschickt wurde und zu den Grand Rapids Griffins zurückkehrte. Auch die Saison 2009/10 verbrachte Stafford ausschließlich in der AHL und war Leistungsträger bei den Texas Stars. Im Juli 2010 unterzeichnete der Verteidiger als Free Agent einen Kontrakt bei den Phoenix Coyotes. Im Verlauf der Spielzeit 2010/11 bestritt der US-Amerikaner zwei NHL-Partien für das Team aus dem US-Bundesstaat Arizona, während Stafford abermals in den AHL-Farmteams San Antonio Rampage und Portland Pirates zu den Eckpfeilern der Mannschaft zählte. Im Oktober 2011 transferierten ihn die Phoenix Coyotes gemeinsam mit Petteri Nokelainen im Austausch für Brock Trotter und einem Siebtrunden-Wahlrecht im NHL Entry Draft 2012 zu den Canadiens de Montréal. Dort kam er aber ausschließlich beim Kooperationspartner Hamilton Bulldogs in der AHL zu Einsätzen. In der Folge wechselte der Abwehrspieler als Free Agent in die Organisation der Washington Capitals und wurde anschließend für Dane Byers zu den Edmonton Oilers transferiert. In beiden Franchises kam er aber ebenfalls nicht über die Rolle in den AHL-Farmteams hinaus.
Im Juni 2013 wechselte der US-Amerikaner zu Färjestad BK in die Svenska Hockeyligan (SHL). Bereits nach zwölf Einsätzen zog es Stafford bereits im Dezember desselben Jahres zum Genève-Servette HC in die Schweizer National League A (NLA), ehe er im Juni 2014 von Ässät Pori aus der finnischen Liiga verpflichtet wurde. Dort verbrachte er die Spielzeit 2014/15. Im Anschluss beendete der 35-Jährige seine aktive Karriere.

## Erfolge und Auszeichnungen
| - 1999 Clark-Cup-Gewinn mit den Des Moines Buccaneers - 2002 Lamoriello-Trophy-Gewinn mit der University of New Hampshire - 2002 Hockey East Second All-Star Team - 2002 Hockey East All-Tournament Team - 2003 Lamoriello-Trophy-Gewinn mit der University of New Hampshire - 2003 Hockey East All-Tournament Team | - 2004 Teilnahme am AHL All-Star Classic - 2004 AHL-Rookie des Monats Januar - 2004 AHL Second All-Star Team - 2004 AHL All-Rookie Team - 2013 Spengler-Cup-Gewinn mit dem Genève-Servette HC |

## Karrierestatistik
(Legende zur Spielerstatistik: Sp oder GP = absolvierte Spiele; T oder G = erzielte Tore; V oder A = erzielte Assists; Pkt oder Pts = erzielte Scorerpunkte; SM oder PIM = erhaltene Strafminuten; +/− = Plus/Minus-Bilanz; PP = erzielte Überzahltore; SH = erzielte Unterzahltore; GW = erzielte Siegtore; 1 Play-downs/Relegation; Kursiv: Statistik nicht vollständig)